# Louise Dimanche
Louise Dimanche est une actrice, chanteuse, danseuse et directrice de théâtre française du XVIIIe siècle.
Au Théâtre de la Monnaie de Bruxelles en 1715, elle danse dans Les Nouvelles Fêtes vénitiennes de Danchet et Campra, puis dans Omphale d'Antoine Houdar de La Motte et Destouches. Elle est ensuite danseuse et chanteuse à Lille entre 1715 et 1718. Elle y épouse son premier mari, le chanteur Antoine Vernet, dit Forêt.
Après un passage à La Haye en 1719, elle devient directrice du Théâtre de la Monnaie en octobre 1721, puis cède son bail à Thomas-Louis Bourgeois et retourne à Lille où elle donne des représentations, par intermittence, jusqu'en 1725. C'est encore à Lille qu'elle épouse en 1722 son second mari, le chanteur Nicolas Demouchy.
Chanteuse à la chapelle royale de Dresde en 1729, elle retourne ensuite à Lille, sans doute pour remonter une nouvelle troupe, dont fait partie Jean-Nicolas Prévost, qu'elle épouse en troisièmes noces à Bruxelles en 1737.
Elle retourne à La Haye en 1739 où naît son fils Jean-François, dont la marraine est Jeanne Dulondel.
On perd ensuite définitivement sa trace.